# Lulli
Lulli é um filme brasileiro de comédia romântica, dirigido por César Rodrigues e escrito por Thalita Rebouças e Renato Fagundes. O longa é uma produção da Fábrica em parceria com a Netflix e estreou em 26 de dezembro de 2021 no streaming. A trama acompanha a jornada de uma jovem estudante de medicina que passa a escutar o pensamento das pessoas após um acidente com uma máquina de ressonância magnética.
Estrelado por Larissa Manoela e Vinícius Redd, o filme se tornou a produção de língua não inglesa mais assistida mundialmente na plataforma durante sua semana de estreia.

## Sinopse
Lulli (Larissa Manoela) é uma jovem estudante de medicina ambiciosa e decidida a se tornar a melhor cirurgiã de todos os tempos. Inteligente e dedicada, ela é excelente nos estudos, mas tem uma grande dificuldade: escutar os outros. Teimosa e sempre focada em si mesma, Lulli acaba se afastando emocionalmente de pessoas importantes em sua vida, como seu namorado Diego (Vinícius Redd), também estudante de medicina, e sua mãe, Miram (Luciana Braga), uma confeiteira que vive tentando se reconectar com a filha.
Tudo muda quando um acidente inusitado em um hospital universitário transforma sua vida por completo. Ao ser eletrocutada por um aparelho de ressonância magnética, Lulli desperta com uma habilidade extraordinária: agora ela consegue ouvir os pensamentos das pessoas ao seu redor. No começo, o dom parece ser uma vantagem, mas rapidamente ela percebe que saber demais pode ser um verdadeiro problema — principalmente quando descobre verdades que preferia não saber.
Aos poucos, Lulli começa a entender os dilemas e segredos daqueles que a cercam, como Julio (Sérgio Malheiros), seu melhor amigo, que esconde um sentimento profundo, e Vanessa (Amanda de Godoi), sua amiga romântica que vê na nova habilidade da protagonista uma forma de se aproximar do garoto (Nicolas Ahnert) que gosta. Envolvida em uma série de situações inusitadas, Lulli precisa aprender a lidar com essa nova realidade e, mais importante, a ouvir de verdade — não apenas com os ouvidos, mas com o coração.

## Elenco
- Larissa Manoela como Lulli Flores
- Vinícius Redd como Diego Andrade
- Amanda de Godoi como Vanessa
- Yara Charry como Elena
- Sérgio Malheiros como Julio
- Nicolas Ahnert como Ricardo
- Luciana Braga como Miram Flores
- Paula Possani como Drª. Paola
- Marcos Breda como Oscar
- Guilherme Fontes como Dr. César Andrade
- Thalita Rebouças como Madame Romina
- Gabriel Contente como Roberto
- Ana Mangueht como Dolores

## Produção

### Desenvolvimento
Em janeiro de 2020, Larissa Manoela anunciou durante o Festival Tudum, seu segundo filme para a Netflix. O filme é produzido pela produtora A Fábrica para a Netflix, mesma produtora dos filmes Modo Avião, também protagonizado por Larissa Manoela, e Pai em Dobro, protagonizado por Maisa Silva.
A direção do filme é assinada por César Rodrigues, enquanto que o roteiro é escrito pela autora de diversos best-sellers Thalita Rebouças em parceria com Renato Fagundes. Luiz Noronha, Cecília Grosso e Samantha Moraes produzem o longa-metragem e Patrícia Zerbinato assume a produção executiva do filme.

### Filmagens
As gravações ocorreram nas cidades do Rio de Janeiro e em Florianópolis. Em 18 de dezembro de 2020, a Netflix divulgou a primeira imagem do filme.

## Lançamento
Lulli estreou na Netflix em 26 de dezembro de 2021. Imediatamente, o filme ganhou bastante repercussão na plataforma, alcançando uma colocação entre os mais vistos em diversos países. No Brasil, esteve entre os 10 mais vistos em sua semana de estreia. Também alcançou o Top 10 em mais vinte e nove países, incluindo França, Argentina, Portugal e Alemanha.

## Recepção

### Repercussão
O filme chamou atenção dos espectadores nas redes sociais pelo fato de Larissa Manoela, conhecida do grande público desde sua infância por interpretar Maria Joaquina em Carrossel e realizar diversos filmes infantojuvenis, protagonizar sua primeira cena de sexo. À época do lançamento do filme, já com 21 anos, a atriz falou em entrevista ao jornal Metrópoles sobre o impacto no público: "Esse crescimento faz parte. Mas quando penso nos meus trabalhos, penso numa forma delicada de fazer. Talvez, ao me verem um pouco mais madura, eles pensem: ‘Meu Deus, quanto tempo eu dormi?’. Mas eu também tenho isso. Ainda me vejo muito pequena, na própria Netflix tem muito material meu [dessa época]".

### Resposta da crítica
O filme obteve uma repercussão negativa entre os críticos especializados. Júlia Tibiriçá, escrevendo para o website Omelete, avaliou o filme negativamente apontando que "Nova produção da parceria de Larissa Manoela com a Netflix, Lulli destoa de Modo Avião e Diários de Intercâmbio, ressaltando as fragilidades da jovem atriz que ainda tem muito que aprender para consolidar sua transição para interpretações da vida adulta".

Martinho Neto, para o website Cinema com Rapadura, escreveu que: "Mesmo sendo uma história de fácil entendimento e absorção, o longa caminha do básico ao genérico a passos largos. E apesar de seguir a cartilha de mandamentos das novas comédias românticas da Netflix, Lulli nunca mostra de fato a que veio."